# Céphalée cervicogénique
Les céphalées cervicogéniques sont des maux de têtes à type de syndrome migraineux, dont l'origine est souvent une pathologie du rachis cervical. Sur les 350 000 patients souffrant de migraines rebelles en France, on recense actuellement 150 000 personnes souffrant de céphalées cervicogéniques.

## Symptômes
Les symptômes classiques empruntent ceux de la migraine chronique mais avec une forte composante de douleurs cervicales. 
Ces céphalées peuvent être accompagnées :
- de paresthésies orofaciales ou plus souvent au niveau de la partie postérieure du crâne ;
- de sensation de brûlures ;
- de démangeaison au niveau de la partie pariétale du crâne ;
- plus rarement de troubles visuels (aura)[3].

Mais surtout des douleurs à type de migraine ce qui rend le diagnostic clinique difficile par un non spécialiste de la douleur chronique.

## Traitement
Le traitement le plus efficace est la stimulation occipitale par la pose d'électrodes de stimulation au contact du nerf grand occipital, tronc nerveux qui innerve la face postérieure du cuir chevelu. La stimulation occipitale fait partie des techniques de neurostimulation.